# Новина (річка)
Новина — річка в Україні, у Дубенському районі Рівненської області. Права притока Путилівки (басейн Дніпра).

## Опис
Довжина річки приблизно 6,5 км.

## Розташування
Бере початок на північній околиці Богушівки. Тече переважно на північний схід через Посників, Довгошиї і впадає у річку Путилівку, ліву притоку Стубазки.
Річку перетинає автошлях Т 1813